# De Gasparis (Mondkrater)
De Gasparis ist ein Einschlagkrater am westlichen Rand der Mondvorderseite, westlich des Mare Humorum, südöstlich des Kraters Cavendish und südwestlich von Liebig.
Auffällig ist der stark erodierte Krater durch das Mondrillensystem der Rimae de Gasparis, die den Kraterrand wie auch das Innere einander überschneidend durchfurchen.
| Buchstabe | Position           | Durchmesser | Link |
| --------- | ------------------ | ----------- | ---- |
| A         | 26,77° S, 51,35° W | 38 km       |      |
| B         | 27,06° S, 52,63° W | 12 km       |      |
| C         | 26,25° S, 51,82° W | 6 km        |      |
| D         | 25,64° S, 50,21° W | 4 km        |      |
| E         | 26,43° S, 49,53° W | 7 km        |      |
| F         | 26,26° S, 49,43° W | 8 km        |      |
| G         | 26,98° S, 49,39° W | 6 km        |      |

Der Krater wurde 1935 von der IAU nach dem italienischen Astronomen Annibale de Gasparis offiziell benannt.